# احتجاجات على حرب العراق
بدأت الاحتجاجات على حرب العراق في عام 2002، واستمرت بعد غزو العراق عام 2003، عقدت احتجاجات واسعة النطاق على الحرب على العراق في العديد من المدن في جميع أنحاء العالم، وغالبا ما كانت هذه الاحتجاجات تحدث في وقت واحد وبصورة منسقة في جميع أنحاء العالم. في 15 فبراير 2003، ادعى الكاتب الأمريكي باتريك تايلر في النيويورك تايمز بأن هناك اثنين من القوى العظمى في العالم، الولايات المتحدة والرأي العام المناهض للحرب في جميع أنحاء العالم.
وقد نظمت هذه المظاهرات على الحرب بشكل رئيسي من قبل المنظمات المناهضة للحرب، وكثير من هذه المنظمات قد تشكلت لمعارضة غزو أفغانستان. ونظمت مظاهرات في بعض الدول العربية من قبل الدولة. وشهدت أوروبا أكبر حشد من المتظاهرين، حيث احتشد أكثر من ثلاثة ملايين شخص في روما، والتي تم سردها في كتاب غينيس للارقام القياسية باعتباره أكبر تجمع مناهضة للحرب.
ووفقا للأكاديمي الفرنسي دومينيك ريني، ان ما بين 3 يناير و12 أبريل 2003، شارك 36 مليون شخص في جميع أنحاء العالم في ما يقرب من تنظيم 3,000 مسيرة احتجاجية على الحرب على العراق.
استطلاعات غالوب حدثت في 14 سبتمبر عام 2007، والملخص انه عدد المعارضين الأمريكيين للحرب على العراق كان يفوق عدد المؤيدين. ويعتقد أغلبية الأمريكيين أن الحرب كانت خطأ كبيرا.

## النطاق والتأثير في الولايات المتحدة
أظهر استطلاع للرأي أجرته مؤسسة غالوب في مارس 2003 خلال الأيام القليلة الأولى من الحرب أن 5٪ من السكان قد احتجوا أو أبدوا معارضة علنية للحرب مقارنة بـ 21٪ حضروا مسيرة أو قدموا عرضًا علنيًا لدعم الحرب. أظهر استطلاع إخباري لشبكة ABC أن 2٪ حضروا مظاهرة مناهضة للحرب و 1٪ حضروا مسيرة مؤيدة للحرب. جعلت الاحتجاجات 20٪ أكثر معارضة للحرب و 7٪ أكثر دعمًا. أظهر استطلاع أجرته شبكة فوكس نيوز أنه بينما كان لدى 63٪ وجهة نظر سلبية تجاه المتظاهرين، فإن 23٪ فقط لديهم وجهة نظر إيجابية. وفقًا لمركز بيو للأبحاث، قال 40٪ في مارس 2003 أنهم سمعوا «الكثير» من الأشخاص المعارضين للحرب مقابل 17٪ قالوا أن المعارضين «قليلون جدًا».
لاحظ بعض المراقبين أن الاحتجاجات على حرب العراق كانت صغيرة نسبيًا وغير متكررة مقارنة بالاحتجاجات على حرب فيتنام. أحد أكثر العوامل التي تسببت في تقليل الاحتجاجات هو عدم وجود التجنيد الإجباري.

## قبل غزو العراق
يقال إن هذه الاحتجاجات هي أكبر احتجاجات سلام عالمية قبل أن تبدأ الحرب بالفعل؛ حركة السلام تقارن بالحركة التي سببتها حرب فيتنام.

### سبتمبر 2002
في 12 سبتمبر 2002، تحدث الرئيس الأمريكي جورج دبليو بوش أمام الجمعية العامة للأمم المتحدة. خارج مبنى الأمم المتحدة، حضر أكثر من 1000 شخص احتجاجًا نظمته ناخب مارس ولا دماء للزيت.
في 24 سبتمبر، أصدر توني بلير وثيقة تصف حالة بريطانيا للحرب في العراق. بعد ثلاثة أيام، حشد مظاهرة مناهضة للحرب في لندن حشدًا قوامه 150 ألف شخص على الأقل.
في 29 سبتمبر، تجمع ما يقرب من 5000 متظاهر مناهض للحرب في واشنطن العاصمة في اليوم التالي للاحتجاج المناهض لصندوق النقد الدولي.

### أكتوبر 2002
في 2 أكتوبر، وهو اليوم الذي وقع فيه الرئيس بوش قانونًا على القرار المشترك للكونجرس الذي يأذن بالحرب، نُظم احتجاج على نطاق صغير في شيكاغو، حضره حوالي 1000 شخص، استمعوا إلى خطابات جيسي جاكسون وباراك أوباما، عضو مجلس الشيوخ عن ولاية إلينوي آنذاك. تصريح أوباما: «أنا لا أعارض كل الحروب. أنا أعارض الحروب الغبية»، بالكاد لوحظ ذلك في ذلك الوقت، ولكن استخدمها أنصار أوباما في الإنتخابات لإظهار شجاعته وحكمه الجيد على الحرب.
في السابع من تشرين الأول (أكتوبر)، ألقى بوش كلمة رئيسية تبرر غزو العراق في مركز متحف سينسيناتي في يونيون تيرمينال. في الخارج، تجمع قرابة 3000 شخص للاحتجاج على الحرب المقبلة. في وقت لاحق، قامت شرطة الخيالة بتفريق بضع مئات من المتظاهرين الذين كانوا يغلقون مخارج مركز المتحف، واُعتقل ستة أشخاص.
في 26 أكتوبر، اندلعت احتجاجات في مدن مختلفة في جميع أنحاء العالم. شارك أكثر من 100 ألف شخص في احتجاج بواشنطن. شارك 50000 شخص في مظاهرة في سان فرانسيسكو. إدعى تحالف الإجابة مسؤوليته عن كلا الاحتجاجين.
في 31 أكتوبر، نظم حوالي 150 احتجاجًا في جميع أنحاء المملكة المتحدة، بما في ذلك ركوب الدراجات الجماعية الحرجة، والاحتلال، والمظاهرات الجماهيرية في برايتون ومانشستر وجلاسكو ولندن. كما اندلعت احتجاجات في الولايات المتحدة.

### نوفمبر 2002
في 9 نوفمبر، خرجت مظاهرات مناهضة للحرب في ختام المنتدى الاجتماعي الأوروبي الأول في فلورنسا بإيطاليا. وبحسب المنظمين، شارك مليون شخص. وقدرت السلطات المحلية الحضور بنصف ذلك العدد.
يوم السبت، 16 نوفمبر، في كندا، خرجت مظاهرة مناهضة للحرب شارك فيها حوالي 2000 شخص في كوينز بارك في تورنتو.
في 17 تشرين الثاني (نوفمبر)، نظمت مسيرة سلام مناهضة للحرب في فانكوفر زحفًا من بيس فلام بارك كجزء من يوم الحركة عبر كندا. في فانكوفر، تجمع حوالي 3000 شخص تحت المطر. وقالوا إنه يتعين على واشنطن رفع أي شكاوى ضد الحكومات الأجنبية إلى الأمم المتحدة. واتهم كثيرون البيت الأبيض باستهداف صدام حسين لمحاولة السيطرة على احتياطيات نفطية ثمينة. سار حوالي 1000 شخص في مسيرة من خلال وابل من كريات الجليد في مونتريال، وظهر حوالي 500 في ضباب من الثلج الأبيض على تل البرلمان. عقدت التجمعات في عدة مدن أخرى، بما في ذلك هاليفاكس ووينيبيغ وإدمونتون.

### يناير 2003
في 16 يناير 2003، نظمت احتجاجات في جميع أنحاء العالم ضد الحرب مع العراق، بما في ذلك في تركيا ومصر وباكستان واليابان وبلجيكا وهولندا والأرجنتين والولايات المتحدة، حيث حضر الأمريكيون مسيرة في واشنطن العاصمة. توقفت شرطة المتنزهات الأمريكية، التي تشرف على الأنشطة في ناشونال مول عن تقديم تقديرات لحجم الحشد بعد تهديدها بدعاوى قضائية من قبل منظمي مليون رجل مارس، لكنها قالت إن منظمي الاحتجاج لديهم تصاريح لـ 30.000 متظاهر فقط.
في 18 يناير، وقعت مظاهرات مناهضة للحرب، ركزت بشكل خاص ولكن ليس حصريًا على الحرب المتوقعة مع العراق، في القرى والبلدات والمدن حول العالم، بما في ذلك طوكيو وموسكو وباريس ولندن ودبلن ومونتريال وأوتاوا وتورنتو. وكولونيا وبون وجوتنبرج وفلورنسا وأوسلو وروتردام واسطنبول والقاهرة. في نيوزيلندا، احتشد الآلاف في دنيدن وكريستشيرش، بينما احتشد المتظاهرون في أوكلاند في قاعدة ديفونبورت البحرية في 28 يناير، معارضة نشر الفرقاطة HMNZS تي مانا في الخليج.
نظمت ليس باسمنا وتحالف الإجابة بشكل مشترك احتجاجات في واشنطن العاصمة وسان فرانسيسكو. واندلعت احتجاجات أخرى في جميع أنحاء الولايات المتحدة، بما في ذلك أماكن مختلفة أصغر مثل لينكولن ونبراسكا.
تظاهر أكثر من 50000 شخص في سان فرانسيسكو. بدأ اليوم بمسيرة على الواجهة البحرية في الساعة 11 صباحًا، تلاها مسيرة في شارع ماركت ستريت إلى المركز المدني.
في سياتل، شهد إقبال مفاجئ في يوم سبت مشمس مسيرة أكثر من 45000 شخص (تقارير المنظم والمراقبين) من مركز سياتل (بعد عدة خطابات) إلى محطة كينج ستريت - توصلت جميع وسائل الإعلام المحلية إلى أعداد غير معقولة من الجماهير، من 200 إلى حتى 1500 شخص. كان الناس لا يزالون يخلون من نقطة البداية في مركز سياتل بينما كانت مقدمة المسيرة تتراكم في محطة كينج ستريت، النقطة النهائية للمسيرة؛ أظهر أكثر من 5 أميال من الأشخاص الأقوياء - كما يتضح من إحدى الصور الجوية المقدمة من KING-TV، النطاق الحقيقي للمسيرة. قللت معظم وسائل الإعلام من أهمية الأرقام من خلال التقاط الصور في مقدمة العرض، على أرض مستوية - والتي عادة ما تظهر بضع مئات من الأشخاص فقط. لسبب ما، لم يكن هناك متحدث ينتظر ما كان يمكن أن يكون حشدًا من 50000 شخص - انتهى الأمر ببساطة... المتسوقين غير الرسميين والمشاة الذين ينضمون إلى الحشد - أكبر مسيرة من أي نوع في تاريخ سياتل في ذلك الوقت (تجاوزها مسيرة المرأة في سياتل عام 2017).
في واشنطن، تظاهر «ما لا يقل عن عشرات الآلاف»،  الناس في أنحاء المدينة، وانتهوا بمسيرة في المركز التجاري. من بين المتحدثين كان القس. جيسي جاكسون الذي قال للجمهور «نحن هنا لأننا نختار التعايش على التعايش». 
تم التخطيط للاحتجاجات لتتزامن مع 15 يناير، عيد ميلاد مارتن لوثر كينغ جونيور. 

### فبراير 2003
في 15 فبراير، احتج الملايين في حوالي 800 مدينة حول العالم. تم إدراجها في كتاب غينيس للأرقام القياسية لعام 2004 كأكبر احتجاج في تاريخ البشرية، وحدثت الاحتجاجات من بين أمور أخرى في المملكة المتحدة وإيطاليا وإسبانيا وألمانيا وسويسرا وجمهورية أيرلندا والولايات المتحدة وكندا وأستراليا وجنوب إفريقيا وسوريا، الهند وروسيا وكوريا الجنوبية واليابان وحتى محطة ماكموردو في القارة القطبية الجنوبية. ربما حدثت أكبر مظاهرة هذا اليوم في لندن، حيث تجمع ما يصل إلى مليون متظاهر في هايد بارك؛ وكان من بين المتحدثين القس جيسي جاكسون، وعمدة لندن كين ليفنجستون، وزعيم الحزب الليبرالي الديمقراطي تشارلز كينيدي. ونظمت مظاهرة كبيرة في مدريد شارك فيها ربما حوالي مليون شخص.

### مارس 2003
في 1 مارس، غنى بيت سيغر، وباربرا داين، وسونيك يوث، وقدامى المحاربين في فيتنام ضد بطيخ الحرب سليم (بيل هومانز) وجو بانجرت، وآخرون احتجاجًا على الغزو الثاني للعراق في 19 مارس، في حانة جو، إحدى الحانات. ستة أماكن ترفيهية في مسرح نيويورك العام.
في 8 مارس، اجتمعت ثلاث مسيرات منفصلة في مانشستر تاون هول، المملكة المتحدة. تشير التقديرات الرسمية إلى أن عدد المشاركين يبلغ 10000 (على الرغم من أن هذا كان موضع خلاف من قبل المنظمين)، مما يجعلها أكبر مظاهرة سياسية في المدينة منذ مذبحة بيترلو في عام 1819.
في 15 مارس، أظهرت المدن الإسبانية والإيطالية بعضًا من أكبر الإقبال على موقف حكومتها المؤيد للحرب، مع أكثر من 400000 متظاهر في ميلانو، وأكثر من 300000 في برشلونة يشكلون سلسلة بشرية بطول ميل واحد،  وأكثر من 120.000 في مدريد. كما نُظمت المسيرات في إشبيلية وأرانويز وبالنسيا وجزر الكناري.
وقيل إن العديد من الاحتجاجات كانت أصغر من تلك التي حدثت في نفس المدن قبل شهر؛ وكانت مونتريال من الاستثناءات التي زادت إقبالها إلى 200000 ودبلن حيث تظاهر 130.000. ربما كان إقبال مونتريال مرتبطًا بالتضامن ضد المشاعر الأمريكية المعادية للفرنسيين، والتي كانت موضوعًا مشتركًا للعديد من المتظاهرين. واحتج 15000 آخرين في مدينة كيبيك. 55000 احتجوا في باريس، و 4500 إلى 10000 في مرسيليا. احتج 100000 شخص في برلين، واحتج حوالي 20000 في أثينا، وسار ما يقرب من 10000 شخص في طوكيو، وحضر عشرات الآلاف في واشنطن العاصمة. حضر، أقرب إلى الرقم في بورتلاند الذين شاركوا في احتجاج 18 يناير. شارك الآلاف في مسيرة في مدن حول العالم بما في ذلك بانكوك وسيول وهونغ كونغ وعمان وشيكاغو وكلكتا وملبورن وكريستشيرش ودونيدين وباريس ولندن وبورتسموث وليدز ويورك وإكستر ونيوكاسل أبون تاين وفرانكفورت ونورمبرغ وزيورخ وكوبنهاغن. ستوكهولم، نيقوسيا، موناكو، سانتياغو دي تشيلي، هافانا، بوينس آيرس، موسكو، سياتل، شيكاغو، سان فرانسيسكو، لوس أنجلوس، أتلانتا، فانكوفر، هاليفاكس، أوتاوا، وتورنتو، بالإضافة إلى مدن في اليمن وتركيا وإسرائيل والأراضي الفلسطينية.
في 16 مارس، تم تنظيم أكثر من 6000 وقفة احتجاجية على ضوء الشموع من أجل السلام في أكثر من مائة دولة.
في 19 مارس، نظم عشرات الآلاف من طلاب المدارس إضرابات في جميع أنحاء المملكة المتحدة.
في برمنغهام 4000 (تقدير بي بي سي) قام طلاب المدارس المضربين بمظاهرة انتهت في ميدان فيكتوريا. على الرغم من ورود بعض التقارير عن قيام بعض الطلاب بإلقاء العملات المعدنية، إلا أن شرطة ويست ميدلاندز قالت إن الاحتجاجات كانت «مزدهرة وليست صاخبة» ولم يتم إلقاء القبض على أحد. انتقلت المظاهرة لاحقًا إلى كانون هيل بارك. كان نجل اللورد هانت، وزير الصحة الصغير الذي استقال من وظيفته خلال المسيرة، من بين الطلاب الحاضرين.
في غرب يوركشاير، غادر حوالي 500 طالب (تقدير هيئة الإذاعة البريطانية) مدرسة گرامر ایکلی، وبحسب ما ورد ثلث الطلاب. في برادفورد، تجمع ما يصل إلى 200 طالب (تقدير هيئة الإذاعة البريطانية) في ساحة المئوية.
كما نظمت مظاهرات في وسط المدينة في ليدز وهورسفورث.
ونظمت مظاهرة كبيرة في وستمنستر حيث تجمع طلاب مدرسة لندن.
في مانشستر، 300 (تقدير شاهد عيان اوقفو الحرب)  اجتمع أطفال المدارس الثانوية وطلاب التعليم الإضافي وطلاب الجامعات في ميدان ألبرت في الساعة 12 ظهرًا. ساروا إلى استوديوهات البي بي سي حيث جلسوا على الطريق حوالي الساعة الواحدة ظهرًا وأوقفوا حركة المرور لأكثر من ساعة حيث زاد عددهم إلى حوالي 1000 متظاهر. تم تصويرهم من قبل نشطاء مناهضين للحرب وتم توزيع مقاطع فيديو. ثم سار الطلاب حول وسط المدينة وانتهى بهم الأمر في ساحة ألبرت في حوالي الساعة 4 مساءً حيث ظلوا يتظاهرون أمام مبنى البلدية لعدة ساعات. تم تصوير هذا الحدث بأكمله من قبل نشطاء مناهضين للحرب وجمعوا ساعتين من اللقطات.

## الغزو لسقوط بغداد

### 20 مارس 2003
في اليوم التالي لبدء غزو العراق، خرجت احتجاجات في مدن حول العالم. في بعض المدن الأمريكية، حاول المتظاهرون إغلاق مدنهم. في ألمانيا، نظم الطلاب إضرابًا ضخمًا. في لندن، نظمت مظاهرة حاشدة أمام مجلسي البرلمان.

### 21 مارس 2003
تم تنظيم مظاهرات لليوم الثاني على التوالي في مدن أمريكية مختلفة بما في ذلك سياتل وبورتلاند وأوريجون وشيكاغو وأتلانتا وجورجيا وسان فرانسيسكو ولوس أنجلوس. وفي المدينتين الأخيرتين، أغلق المتظاهرون أجزاء من المدينة أمام حركة المرور.

### 22-23 مارس 2003
ذكرت وسائل الإعلام أن حوالي 150.000 متظاهر في برشلونة (مصادر أخرى تقول 1,000,000)؛ أكثر من 100000 (مصادر أخرى: ما يصل إلى 500000) متظاهر في لندن ؛ حوالي 100000 متظاهر في باريس ؛ ما لا يقل عن 150.000 متظاهر إجمالاً في العديد من المدن الألمانية ؛ بين 35000 و 90.000 في لشبونة ؛ حوالي 40.000 في برن، أكبر احتجاج في سويسرا منذ عقود ؛ من 10,000 إلى 20,000 في اليونان والدنمارك وفنلندا. تظاهر 250 ألف متظاهر في مدينة نيويورك وفقًا لمجلة شبيجل الألمانية على الإنترنت. كانت هناك احتجاجات في واشنطن العاصمة. في شيكاغو، عطل المتظاهرون حركة المرور بإغلاق ليك شور درايف. ذكرت شبكة سي إن إن أن مسيرة شارك فيها أكثر من ألف متظاهر في أتلانتا بولاية جورجيا مرت بمقرهم، مستاءين من تغطية تلك الشبكة للحرب. وبالمثل، شهدت كندا العديد من الاحتجاجات المناهضة للحرب خلال عطلة نهاية الأسبوع. خرجت حشود من المتظاهرين المناهضين للحرب إلى شوارع مونتريال وتورنتو. نظمت كالجاري ثلاثة أيام من الاحتجاجات (20 - 22 مارس)، وبلغت ذروتها في مسيرة طوقت المبنى الحكومي والقنصلية الأمريكية. في مدينة نابولي الإيطالية، سار 10000 متظاهر مناهض للحرب نحو قاعدة الناتو في بانولي. كما جرت احتجاجات في ويلينجتون بنيوزيلندا. المدن الأسترالية بريسبان وهوبارت (التي تم إيقافها)؛ جاكرتا، إندونيسيا، حيث احتشد المتظاهرون على السفارة الأمريكية ؛ في جميع أنحاء كوريا الجنوبية بما في ذلك العاصمة سيول، حيث قرع الرهبان البوذيون الطبول لتعزية 2000 متظاهر من ضحايا الحرب ؛ عبر الهند بما في ذلك 15000 في كلكتا ؛ بنغلاديش التي شهدت إضرابًا عامًا (إغلاق العديد من الشركات والمساجد)؛ واليابان، بما في ذلك احتجاجات بالقرب من القواعد البحرية والجوية الأمريكية في جزيرة أوكيناوا الجنوبية. وتظاهر آلاف المتظاهرين، معظمهم من المسلمين، في جميع أنحاء القارة الأفريقية. مئات (تقديرات بي بي سي) من الشباب ساروا في مومباسا في كينيا. وشهدت العاصمة الصومالية مقديشو احتجاجات من الطلاب وأطفال المدارس القرآنية والنساء والمثقفين. كانت هناك تقارير عن اشتباكات واسعة بين المتظاهرين والشرطة في دولة البحرين الخليجية لليوم الثاني. في البث المباشر لجوائز الأوسكار لعام 2003، أدلى العديد من المقدمين والمتلقين بتعليقات مختلفة ضد الحرب تتراوح من سوزان ساراندون التي أعطت إشارة سلام بسيطة إلى مايكل مور الذي شجب علنًا جورج دبليو بوش عند استلام جائزته.

### 24 مارس 2003
تشير تقارير وسائل الإعلام إلى أن ما لا يقل عن 20 ألف تلميذ يحتجون في هامبورغ بألمانيا. بعد مسيرة الاحتجاج، اندلعت مواجهات بين الشرطة والمتظاهرين أمام مبنى أمريكي في هامبورغ. بدأ المتظاهرون الذين دفعتهم الشرطة بإلقاء الحجارة، الذين ردوا بدورهم بخراطيم المياه. منذ ذلك الحين، كانت هناك مناقشات جادة حول انتهاكات الشرطة في هامبورغ، وقد تتبعها تداعيات سياسية. بعد الظهر، تظاهر 50 ألف شخص سلميا في لايبزيغ عقب صلاة تقليدية من أجل السلام في كنيسة نيكولاي بالمدينة. ساعدت الصلوات من أجل السلام والمظاهرات الكبيرة اللاحقة في تلك الكنيسة كل يوم اثنين ('مونتاجسديموس') في إسقاط حكومة ألمانيا الشرقية في ألمانيا الشرقية في عام 1989. بدأت المظاهرات الأسبوعية، بدعم من الكنائس والنقابات العمالية والمنظمات المدنية الأخرى، مرة أخرى في يناير 2003 احتجاجًا على الغزو الوشيك للعراق. كما تم الإبلاغ عن مسيرات احتجاجية في فترة ما بعد الظهر في مدينتي برلين وفريبورغ الألمانيتين. في روما وميلانو وتورينو ومدن إيطالية أخرى، ظل الآلاف من التلاميذ والمدرسين بعيدين عن المدرسة للاحتجاج على حرب العراق. أفاد اتحاد المعلمين أن 60 في المائة من جميع المدارس مغلقة. تم التخطيط للإضراب قبل أسابيع كإشارة ضد مشروع قانون إصلاح المدارس، لكن تم تحويله إلى احتجاج مناهض للحرب. حاول 400 متظاهر مناهض للحرب دخول البرلمان الأسترالي في كانبيرا للتحدث إلى رئيس الوزراء، لكن الشرطة أوقفتهم. في ولاية أندرا براديش الهندية، هاجم المتظاهرون الماويون المتاجر التي تبيع الكوكاكولا والمشروبات الغازية الأمريكية. كما نظمت احتجاجات أمام المباني الأمريكية وفي محلات الوجبات السريعة في إندونيسيا. في مصر، احتج 12000 طالب من جامعتين في القاهرة بالإضافة إلى 3000 شخص في العاصمة التايلاندية بانكوك. في ريو دي جانيرو بالبرازيل، ألقى 150 شخصًا الحجارة على قنصلية الولايات المتحدة.

### 25 مارس 2003
تظاهر بعض الناس في سوريا ضد الولايات المتحدة والمملكة المتحدة وإسرائيل. هذا الاحتجاج أيدته الحكومة السورية. في دولة بنغلاديش الإسلامية، تظاهر 60 ألف شخص. كما أفادت وسائل الإعلام باحتجاجات أمام مبنى البرلمان الكوري الجنوبي، مرتبطة بخطط لإدخال القوات الكورية الجنوبية في الحرب.

### 27 مارس 2003
شارك مئات المتظاهرين في عصيان مدني في مدينة نيويورك. في «الموت» الذي نظمه تحالف M27 (مجموعة مخصصة من مختلف المنظمات والأفراد المناهضين للحرب)، تم اعتقال 215 شخصًا بعد عرقلة حركة المرور في الجادة الخامسة بالقرب من مركز روكفلر، احتجاجًا على التعاون بين وسائل الإعلام الأمريكية والحكومة. كما منع المتظاهرون حركة المرور في مواقع مختلفة في جميع أنحاء المدينة في احتجاج منسق تحت شعار «لا عمل كالمعتاد». كما جرت الاحتجاجات في جميع أنحاء المملكة المتحدة. سار نحو 250 طالبا (حسب تقديرات الشرطة) على السفارة الأمريكية في وسط لندن. تسبب 200 شخص (حسب تقدير شرطة جنوب ويلز) في توقف حركة المرور في وسط مدينة كارديف، مما أدى إلى اعتقال ستة أشخاص على الأقل. كانت هناك مظاهرة مناهضة للحرب وقت الغداء على جسر هامبر في هال والتي تضمنت بعض الاحتكاكات بين سائقي السيارات والمتظاهرين. في ديري، اقتحم ما يصل إلى عشرة متظاهرين مناهضين للحرب مبنى شركة رايثيون لتقنيات الدفاع ونظموا اعتصامًا حتى أزالتهم الشرطة. انضم الآلاف إلى مظاهرة في مانشستر.

### 28 مارس 2003
الاحتجاجات العالمية لم تتوقف في الأسبوع الثاني من الحرب. واحتج حوالي 10 آلاف شخص في طهران، إيران. وهتف المتظاهرون في المسيرة بدعم من الحكومة «الموت لصدام» و «الموت لاميركا». تظاهر 50 إلى 80 ألف شخص في القاهرة، مصر بعد صلاة الجمعة. في بوغوتا، كولومبيا، كانت هناك صراعات عنيفة أمام القنصلية الأمريكية. كما جرت مسيرات احتجاجية ومظاهرات في الجزائر والجزائر والبحرين والأراضي الفلسطينية وكوريا الجنوبية وإندونيسيا وباكستان. في أستراليا، منعت الشرطة مسيرات احتجاجية. في ألمانيا، استمرت احتجاجات تلاميذ المدارس. في نيودلهي وأماكن أخرى في الهند، احتج أكثر من 20000 شخص ضد الحرب. وضمت أكبر مظاهرة معظمها مسلمون، كما كانت هناك مظاهرة منفصلة مكونة بشكل رئيسي من الشيوعيين.

### 29 مارس 2003
في بوسطن، ماساتشوستس، حضر 50000 شخص أكبر تجمع في المدينة منذ نهاية حرب فيتنام. أغلق الآلاف من الناس شارع بويلستون في زلزال على طول بوسطن كومون. تم تنفيذ عدد قليل من الاعتقالات. في المملكة المتحدة، سار مئات المتظاهرين من كاولي إلى وسط أكسفورد  ونزل الآلاف إلى شوارع إدنبرة (الشرطة تقدر 5000 شخص، بينما يقدر المنظمون أكثر من 10000). سار المتظاهرون في إدنبرة على طول شارع برينسيس في مسيرة حاشدة في منطقة ميدوز بالمدينة.

### 30 مارس 2003
تظاهر 100000 شخص في العاصمة الإندونيسية جاكرتا. وفقًا لمراسل بي بي سي، جوناثان هيد، كانت هذه أكبر مظاهرة مناهضة للحرب تجري حتى الآن في أكبر دولة إسلامية في العالم من حيث عدد السكان. شهد اليوم أيضًا أول مظاهرة تمت الموافقة عليها رسميًا في الصين، حيث سُمح لحشد من 200 شخص معظمهم من الطلاب الأجانب بترديد شعارات مناهضة للحرب أثناء سيرهم أمام السفارة الأمريكية في بكين  ولكن حوالي 100 طالب صيني كان لديهم تمت مصادرة لافتات ومُنعت من دخول حديقة حيث حصل السكان المحليون على إذن للتظاهر. في أمريكا اللاتينية، كانت هناك مسيرات في سانتياغو ومكسيكو سيتي ومونتيفيديو وبوينس آيرس وكاراكاس. في ألمانيا، شكل ما لا يقل عن 40 ألف شخص سلسلة بشرية بين مدينتي مونستر وأوسنابروك الشماليتين اللتين تفصل بينهما مسافة 35 ميلاً. كما شارك حوالي 23 ألف شخص في مسيرات في برلين، انتهت بمظاهرة في حديقة تيرجارتن، واندلعت احتجاجات في شتوتغارت وفرانكفورت، حيث تم اعتقال 25 شخصًا أثناء محاولتهم إغلاق مدخل قاعدة جوية أمريكية. كما أقيمت مسيرات في باريس وموسكو وبودابست ووارسو ودبلن.

### 7 أبريل 2003
في أوكلاند بولاية كاليفورنيا، أطلقت الشرطة الرصاص المطاطي وأكياس القماش على المتظاهرين وعمال الموانئ خارج الميناء، مما أدى إلى إصابة ما لا يقل عن عشرة متظاهرين وستة من عمال الشحن والتفريغ كانوا يقفون في مكان قريب. كان المتظاهرون يحتجون على الإجراءات المتعلقة بحرب العراق التي قامت بها شركة الخطوط الجوية الأمريكية وشركة خدمات الشحن والتفريغ الأمريكية . تم تفريق معظم المتظاهرين البالغ عددهم 500 بشكل سلمي، لكن حشدًا من المتظاهرين منع حركة المرور في الممتلكات الخاصة بالقرب من الميناء، ولم يتفرقوا بعد تحذيرات الشرطة. وقال قائد شرطة أوكلاند إن المتظاهرين ألقوا أشياء ومسامير على الشرطة، وقال إن استخدام الأسلحة ضروري لتفريق الحشد. وأشار إلى أن الرصاص المطاطي استخدم للرد على عمل غير قانوني مباشر ووقع عمال الشحن والتفريغ في مرمى النيران. أفاد متحدث باسم عامل الرصيف أن الشرطة أعطت دقيقتين للتفريق، ثم فتحت النار بدلاً من إجراء اعتقالات. كما يزعم المتظاهرون أن الشرطة استهدفتهم بشكل مباشر، بدلاً من إطلاق النار في الهواء أو على الأرض. تم القبض على 31 شخصا. أعاد المتظاهرون تجميع صفوفهم وساروا إلى مبنى أوكلاند الفيدرالي. في نيويورك بالولايات المتحدة، استهدف المتظاهرون مجموعة كارلايل، وهي شركة استثمارية لها صلات عميقة بالحرب. تم القبض على حوالي 20 متظاهراً في عصيان مدني مخطط له، لكن الشرطة قامت بعد ذلك أيضًا بمحاصرة واعتقال ما يقرب من 100 شخص كانوا يشاهدون الاحتجاج من الجانب الآخر من الشارع.

## بعد سقوط بغداد
في أعقاب فترة القتال في آذار / مارس - نيسان / أبريل 2003، شهدت الاحتجاجات والقتال المسلح انخفاضًا مؤقتًا في شدتها. استمرت الاحتجاجات ضد الحرب ككل، غالبًا بمناسبة ذكرى الحرب وزيارات أعضاء إدارة بوش إلى المدن الأجنبية. داخل الولايات المتحدة، انضمت الاحتجاجات العامة المناهضة للحرب إلى الاحتجاجات التي ركزت على قضايا أو استراتيجيات معينة بما في ذلك: معارضة التعذيب والانتهاكات (مثل تلك الموجودة في سجن أبو غريب)، والدعوات إلى انسحاب أعضاء التحالف من العراق، - التجنيد، ودعم المقاومين العسكريين مثل الملازم إهرين واتادا، ومعارضة المقاولين العسكريين والشركات. كانت أكبر الاحتجاجات خلال هذه الفترة هي التعبئة الوطنية متعددة القضايا مثل تلك التي حدثت في 30 أغسطس / آب 2004 و 29 أبريل / نيسان 2006. كانت عناصر الكتلة السوداء حاضرة خلال بعض الاحتجاجات.

### 12 أبريل 2003
نظمت احتجاجات برعاية تحالف الإجابة في واشنطن العاصمة وسان فرانسيسكو ولوس أنجلوس للتظاهر ضد حرب العراق بعد ثلاثة أيام من سقوط بغداد. في واشنطن، سلك طريق المسيرة مجموعة مؤلفة من 30 ألف مكتب سابق لعدة مؤسسات إعلامية وشركات مثل بكتل وهاليبرتون.

### 25 أكتوبر 2003
تظاهر عشرات الآلاف في واشنطن العاصمة وسان فرانسيسكو ورينو ونيفادا ومدن أخرى حول العالم، احتجاجًا على احتلال العراق. كما دعا المتظاهرون إلى عودة القوات الأمريكية إلى الولايات المتحدة، وحماية الحريات المدنية.
اجتذبت مسيرة واشنطن العاصمة 20 ألف متظاهر (حسب تقديرات هيئة الإذاعة البريطانية). وانتهى الاحتجاج بمسيرة عند نصب واشنطن، على مرمى البصر من البيت الأبيض. كما دعا المتظاهرون إلى إلغاء قانون الوطنية الأمريكي. تم تنظيم احتجاجات واشنطن وسان فرانسيسكو بالاشتراك مع تحالف الإجابة (اعمل الآن لوقف الحرب وإنهاء العنصرية) والاتحاد من أجل السلام والعدالة.
اجتذبت مظاهرة مؤيدة للحرب في واشنطن نظمتها فري ريبابليك العشرات فقط (تقدير بي بي سي).

### 20 نوفمبر 2003
قوبلت زيارة الدولة التي قام بها جورج بوش إلى المملكة المتحدة باحتجاجات سلمية مناهضة للحرب في لندن، واجتذبت 100000 (تقديرات الشرطة) إلى 200000 (تقدير المنظمين)، وبلغت ذروتها في الإطاحة بدمية بوش في ميدان ترافالغار.

### 4 يونيو 2004
تظاهر أكثر من 100000 شخص في روما ومدن إيطالية أخرى خلال زيارة بوش للبابا يوحنا بولس الثاني، الذي أعرب عن معارضته للحرب في مناسبات عديدة. قام عشرة آلاف شرطي بدوريات في موقع المؤتمر.

### 5 يونيو 2004
رعى تحالف تحالف الإجابة مظاهرة في واشنطن العاصمة، سارت من البيت الأبيض عبر أحياء الطبقة العاملة إلى منزل دونالد رامسفيلد على طريق كالوراما شمال غرب بالقرب من صف السفارات .  بالإضافة إلى ذلك، تظاهر أكثر من 10000 مواطن في سان فرانسيسكو، بالإضافة إلى احتجاج مضاد مع مئات المؤيدين للحرب.

### 29 أغسطس 2004
كجزء من احتجاجات المؤتمر الوطني الجمهوري لعام 2004، نظمت متحدون من أجل السلام والعدالة مسيرة حاشدة، وهي واحدة من أكبر المسيرات في تاريخ الولايات المتحدة، حيث سار المتظاهرون أمام ماديسون سكوير غاردن، موقع المؤتمر. ضمت المسيرة مئات الوحدات المنفصلة بالإضافة إلى المتظاهرين الفرديين. أقامت مجموعة ألف نعش موكبًا مؤلفًا من ألف نعش من الورق المقوى المكسو بالأعلام، إحياءً لذكرى كل جندي أمريكي سقط في ذلك التاريخ، قام به تحالف وطني من المواطنين والمحاربين القدامى ورجال الدين وعائلات القتلى. عدة مئات من أعضاء المليارديرات لبوش عقدوا مسيرة مضادة وهمية. تراوحت تقديرات حجم الحشد من 120.000 (متحدث باسم الشرطة لم يذكر اسمه) إلى أكثر من 500.000 (المنظمون، مصدر شرطة آخر لم يذكر اسمه). في مارس 2007، صرح نائب مفوض شرطة نيويورك، بول براون، عن احتجاجات RNC: «كان لديك بالتأكيد 800.000 يوم 29 أغسطس».
عقد المنظمون مؤتمرًا صحفيًا قبل المسيرة أمام الآلاف في 7th Avenue. تحدث العديد من الأشخاص ضد الحرب في العراق وسياسات إدارة بوش بما في ذلك مايكل مور وجيسي جاكسون وعضو الكونجرس تشارلز رانجيل والأب الذي فقد ابنه في العراق. استمر الحدث بأكمله لمدة ست ساعات، حيث أنهت المجموعة الرائدة المسيرة قبل وقت طويل من تمكن الآلاف من الأشخاص من التحرك من نقطة البداية. كانت حكومة المدينة، برئاسة العمدة الجمهوري مايكل بلومبرج، قد رفضت في وقت سابق المتظاهرين تصريحًا لعقد تجمع في سنترال بارك بعد المسيرة، مشيرة إلى القلق على عشب الحديقة. تم عرض الطريق السريع West Side بدلاً من ذلك، لكن المنظمين رفضوا، مشيرين إلى التكاليف الباهظة لمعدات الصوت الإضافية ومشاكل الموقع. شجع المنظمون الناس على الذهاب إلى سنترال بارك بعد اختتام المسيرة في ميدان الاتحاد. كانت الاضطرابات طفيفة. أفاد مفوض نيويورك ريموند دبليو كيلي عن حوالي 200 حالة اعتقال مع 9 جنايات - معظمها حدث بعد انتهاء المسيرة.

### 2 أكتوبر 2004
تجمعت مجموعة كبيرة من الناس عند النصب التذكاري للمرأة في مقبرة أرلينغتون الوطنية بمناسبة موكب الذكرى الوطني، الذي وُصف بأنه «مسار الحداد والحقيقة من العراق إلى البيت الأبيض». وكان موضوع الحدث هو «حزن على الموتى. شفاء الجرحى. انهوا الحرب». تم تشجيع المشاركين على ارتداء ملابس سوداء ترمز إلى الحداد. كانت سيندي شيهان من بين المشاركين في هذه المظاهرة. تم إلقاء الخطب من قبل قدامى المحاربين وأفراد عائلات العسكريين وأفراد عائلات الجنود القتلى وغيرهم. بعد الخطب، سار المشاركون من مقبرة أرلينغتون الوطنية إلى ساحة البيضاوي في واشنطن العاصمة حاملين توابيت من الورق المقوى ترمز لقتلى الحرب. بعد المسيرة، تم تنظيم مسيرة أخرى، حيث تم وضع التوابيت التي تم حملها في المسيرة مع المزيد من التوابيت الموضوعة في ساحة البيضاوي في وقت سابق. بعد التجمع الثاني، تم اعتقال 28 شخصًا، بمن فيهم مايكل بيرج (والد المقاول المدني الأمريكي نيكولاس بيرج الذي قتل على أيدي مسلحين في العراق)، أثناء محاولتهم تسليم أسماء الأبطال الذين سقطوا إلى البيت الأبيض.

### 17 أكتوبر 2004
شارك ما يقرب من 10000 شخص في مسيرة المليون عامل في واشنطن العاصمة، حيث أجرى مظاهرة مؤيدة للعمال، مع تركيز إضافي شديد للغاية ضد الحرب في العراق أيضًا.

### 30 نوفمبر 2004
ونظمت مظاهرتان في أوتاوا ضد أول زيارة رسمية لجورج دبليو بوش لكندا. كان التجمع والمسيرة في وقت مبكر من بعد الظهر أكثر من خمسة عشر ألفًا (أو 5000 وفقًا للشرطة). واجتذب تظاهرة مسائية في مبنى البرلمان 15000 شخص آخر، وشهدت كلمة ألقاها براندون هوغي، وهو جندي أمريكي يبحث عن ملاذ في كندا بعد رفضه القتال في العراق. اجتذب توقف بوش في 1 ديسمبر في هاليفاكس، نوفا سكوشا، ما بين 4000 و 5000 متظاهر.

### 20 يناير 2005
شارك الآلاف من الناس في العديد من المسيرات والتجمعات الاحتجاجية التي أقيمت في جميع أنحاء واشنطن العاصمة في يوم تنصيب جورج دبليو بوش الثاني احتجاجًا على الحرب في العراق والسياسات الأخرى لإدارة بوش.

### 19 مارس 2005
نُظمت احتجاجات بمناسبة الذكرى الثانية لبدء حرب العراق في جميع أنحاء العالم، في الولايات المتحدة والمملكة المتحدة وكندا وأمريكا الوسطى وأمريكا الجنوبية وأوروبا وأستراليا ونيوزيلندا وأفريقيا وآسيا والشرق الأوسط. (كما جرت بعض الاحتجاجات في 20 مارس / آذار). في جلاسكو، اسكتلندا، حضر حوالي 1000 شخص (حسب تقديرات هيئة الإذاعة البريطانية) مسيرة حاشدة حيث تمت قراءة بعض أسماء الأشخاص الذين لقوا حتفهم حتى الآن في الصراع، إلى جانب قائمة «الاسم والعار» للنواب الاسكتلنديين الذين أيدوا الحرب. . وكان من بين المتحدثين ماكسين جنتل الذي قتل شقيقه جوردون في العراق. وفقًا لمسح (بشكل أساسي لتقارير المنظمين)، قيل إن أكثر من مليون شخص شاركوا في المسيرة في جميع أنحاء العالم. كانت الاحتجاجات قد دعت إليها الجمعية المناهضة للحرب التابعة للمنتدى الاجتماعي العالمي لعام 2005 إلى مؤتمر سنوي لحركة العولمة البديلة التي انعقدت في بورتو أليغري، البرازيل في 26 يناير - 31، وحظيت بدعم ائتلافات من جميع أنحاء العالم.

### 21 يونيو 2005
تمت تبرئة ضابط في الجيش الألماني، الرائد فلوريان بفاف، من قبل المحكمة الإدارية الألمانية (Bundesverwaltungsgericht) بعد رفضه المشاركة في تطوير البرمجيات التي يحتمل استخدامها في حرب العراق.

### من 6 أغسطس 2005 إلى 31 أغسطس 2005
أقامت سيندي شيهان، والدة الجندي الأمريكي المقتول كيسي شيهان، معسكرًا للاحتجاج خارج مزرعة الرئيس جورج دبليو بوش الذي يقضي إجازته في كروفورد بولاية تكساس. وطالبت شيهان، التي التقت سابقًا ببوش في لقاء قصير أمام وسائل الإعلام التي وصفتها بالرفض وعدم الاحترام، بأن يلتقي بها بوش والتوقف عن استخدام مقتل الجنود بمن فيهم ابنها كمبرر للبقاء في العراق.

### 24 سبتمبر 2005
نظمت احتجاجات في الولايات المتحدة وأوروبا. قدرت الشرطة أن حوالي 150.000 شخص شاركوا في واشنطن العاصمة، و 15.000 في لوس أنجلوس، كاليفورنيا، و 10000 في لندن، و 20.000 في سان فرانسيسكو،  وأكثر من 2000 في سان دييغو، كاليفورنيا. بالإضافة إلى ذلك، في لندن، ادعى المنظمون أن 100000 حضروا احتجاجات مماثلة، لكن الشرطة قدرت الرقم بـ 10000.

### 4-5 نوفمبر 2005
نظمت مظاهرات شعبية حاشدة ضد الحرب التي قادتها الولايات المتحدة في العراق، بالإضافة إلى السياسات الاقتصادية التي تدعمها الولايات المتحدة في أمريكا اللاتينية، في الأرجنتين أثناء انعقاد القمة الرابعة للأمريكتين في 4-5 نوفمبر.

### 18-20 مارس 2006
نظمت احتجاجات منسقة بمناسبة الذكرى الثالثة لغزو العراق. وقعت احتجاجات كبرى في بغداد والبصرة ولندن ونيويورك وواشنطن العاصمة وبورتلاند وأوريجون ومدريد وروما وسيدني وطوكيو وسيول واسطنبول وتورنتو ودبلن. وقال منظمو المظاهرة في لندن إن هذا يمثل أول احتجاج منسق في العراق وبريطانيا والولايات المتحدة. تم التخطيط لأكثر من 500 حدث مناهض للحرب في الأسبوع الممتد من 15 – 21 مارس في الولايات المتحدة ؛ تظاهر الآلاف أو عشرات الآلاف في سان فرانسيسكو ونيويورك ولوس أنجلوس وشيكاغو.
في واشنطن العاصمة، سار 200 شخص إلى البنتاغون لتسليم نعش مزيف وكيس من الرماد إلى وزير دفاع الولايات المتحدة دونالد رامسفيلد. تم القبض على عشرين شخصًا لعبورهم حاجزًا حول البنتاغون في عمل من أعمال العصيان المدني. وذكرت شيريل ايروين المتحدثة باسم البنتاغون أنهم ذُكروا «لعدم إطاعة الأوامر القانونية». تم دمج لقطات من الاحتجاج في هذا المشهد من فيلم المحدد.
تضررت المشاركة في أحداث الولايات المتحدة بسبب الانقسامات بين المجموعات المنظمة مثل متحدون من أجل السلام والعدالة وتحالف الإجابة.

### 1 أبريل 2006
سار الآلاف من جميع أنحاء الجنوب في أتلانتا، جورجيا من مركز الملك إلى تجمع حاشد في بيدمونت بارك للاحتفال بالذكرى السنوية الثالثة لحرب العراق والذكرى 38 لاغتيال القس. مارتن لوثر كينغ جونيور نظمت المسيرة الإقليمية الجنوبية للسلام في العراق / العدالة في الوطن من قبل ائتلاف الأول من نيسان (أبريل)، وكان من بين المتحدثين الدكتور جوزيف لوري، القس. تيم ماكدونالد ودامو سميث. (خوسيه رينوسو)

### 29 أبريل 2006
تحالف من مجموعات مقرها الولايات المتحدة، بدأته متحدون من أجل السلام والعدالة، تحالف راينبو/بوش، المنظمة الوطنية للمرأة، أصدقاء الأرض، العمل الأمريكي ضد الحرب، تحالف أزمة المناخ، صندوق إغاثة أعاصير الشعب، قام تحالف السلام الطلابي والمحاربون القدامى من أجل السلام بتعبئة وطنية ضد الحرب في مدينة نيويورك في 29 أبريل 

### 22-31– مايو 2006
احتج أعضاء من مقاومة عسكرة الموانئ في أولمبيا، غرب أستراليا على شحن 300 مركبة من طراز سترايكر من الجيش إلى العراق عبر ميناء أوليمبيا. عشرات الاعتقالات  نتجت عن تصرفات مباشرة للمتظاهرين مثل إغلاق الأذرع لقطع الطرق التي يستخدمها الجيش للوصول إلى الميناء.

### 9 أغسطس 2006
تسعة أعضاء من تحالف ديري المناهض للحرب، ومقره في أيرلندا الشمالية، دخلوا مباني ديري في ريثيون. واستمر احتلال المعمل ثماني ساعات، وبعد ذلك اقتحمت شرطة مكافحة الشغب المبنى وطردت الساكنين فيه. ووجهت تهم السطو المشدد والدخول غير المشروع إلى التسعة جميعاً.

### 23 سبتمبر 2006
جرت مظاهرة وطنية مناهضة للحرب في مانشستر، إنجلترا بالتزامن مع المؤتمر السنوي لحزب العمال الذي عقد أيضًا في المدينة في هذا التاريخ. قدر المنظمون، تحالف أوقفوا الحرب، 50 ألف شخص في المسيرة. تم تعديل تقديرات الشرطة في البداية 8000 إلى 20000. اعتبر منظمو «أوقفوا الحرب» المحليون أنها كانت أكبر مظاهرة في تاريخ المدينة منذ عصر الجارتست في منتصف القرن التاسع عشر. تبع الحدث مؤتمر أوقفوا الحرب البديل (بديل، أي، مؤتمر العمل المنظم على المسرح).

### 5 أكتوبر 2006
تمت الإجراءات في جميع أنحاء الولايات المتحدة في كل ولاية تقريبًا. منظمة تسمى العالم لا يمكن أن ينتظر نظمت هذا الحدث على الصعيد الوطني. جرت المظاهرات في المناطق المجاورة مثل مدينة نيويورك ولوس أنجلوس وسان فرانسيسكو وشيكاغو وهيوستن وأماكن أخرى. تم تنظيم أكثر من 200 احتجاج.

### 3 نوفمبر 2006
انتحر ملاخي ريتشر عن طريق التضحية بالنفس على جانب طريق كينيدي السريع بالقرب من وسط مدينة شيكاغو خلال ساعة الذروة الصباحية يوم الجمعة، 3 نوفمبر / تشرين الثاني 2006، على ما يبدو احتجاجًا على حرب العراق وبشكل أعم «بسبب الفوضى والاضطراب الناجمين عن بلدي»

### 4 يناير 2007
شهدت المحاكمة العسكرية للمقاوم العسكري إيهرين واتادا احتجاجات. في 4 يناير 2007، قام قدامى المحاربين في العراق ضد انتشار الحرب بإنشاء معسكر احتجاج يسمى «مقاومة المعسكرات» في فورت لويس لدعم واتادا. في اليوم نفسه، احتج حوالي 200 شخص على مقاضاته في سان فرانسيسكو، وتم اعتقال 28 شخصًا بعد مشاركتهم في عصيان مدني.

### من 10 إلى 11 يناير 2007
نظمت مجموعات عديدة مظاهرات رداً على خطاب ألقاه جورج دبليو بوش في 10 يناير / كانون الثاني، معلناً زيادة عدد القوات الأمريكية في العراق بنحو 21500 جندي. وقع عدد قليل من الاحتجاجات في أعقاب خطاب ليلة الأربعاء، بما في ذلك احتجاج واحد في بوسطن أسفر عن اعتقال 6 بسبب عرقلة حركة المرور. تلقى المنظمون من MoveOn.org و TrueMajority.org تقارير عن حوالي 500-600 احتجاج تم تنظيمها في جميع أنحاء البلاد في 11 يناير.

### 27 يناير 2007
اجتذبت مظاهرة حرب العراق في 27 يناير 2007 من «عشرات الآلاف» إلى «مئات الآلاف» في واشنطن العاصمة للاحتجاج.

### 11 مارس 2007
في تاكوما، شن نشطاء السلام في واشنطن حملة لمنع الجيش من شحن 300 عربة مدرعة من طراز سترايكر إلى العراق. تم القبض على 23 متظاهرا بما في ذلك تي جيه جونسون الذي يخدم في مجلس مدينة أولمبيا. جاءت الاعتقالات بعد وقت قصير من وصول قافلة صغيرة من 12 إلى 15 عربة عسكرية إلى ساحة تخزين في الميناء. ووصلت المزيد من المركبات، بما في ذلك عربات قتال مصفحة من طراز سترايكر، في وقت متأخر من يوم الاثنين وفجر الثلاثاء، حيث هتف المتظاهرون «ليس عليك الذهاب» و «نحن الأغلبية».

### 16 مارس 2007
تم القبض على ما يقرب من 100 متظاهر أمام البيت الأبيض في أعقاب قداس في الكاتدرائية الوطنية بواشنطن إحياءً للذكرى الرابعة لحرب العراق ومسيرة إلى البيت الأبيض.

### 17 مارس 2007
سار ما يقرب من 10000 إلى 20000 متظاهر مناهض للحرب إلى البنتاغون في أرلينغتون، فيرجينيا،  مع عدة آلاف من المتظاهرين المؤيدين للحرب على طول الطريق. نظمت احتجاجات ومظاهرات مضادة أخرى في الولايات المتحدة الأمريكية في أوستن، تكساس، سياتل، واشنطن، شيكاغو، إلينوي،  لوس أنجلوس، كاليفورنيا (5000 إلى 6000)،  سان فرانسيسكو، كاليفورنيا، سان دييغو، كاليفورنيا، وهارتفورد، كونيتيكت. خرج عشرات الآلاف في مسيرة في مدريد بإسبانيا، مع احتجاجات أصغر في تركيا واليونان  وأستراليا وبلجيكا وبريطانيا وكندا.

### 15 سبتمبر 2007
جرت مسيرة من البيت الأبيض إلى مبنى الكابيتول في 15 سبتمبر 2007. تم تنظيمه من قبل قدامى المحاربين من أجل السلام وتحالف الإجابة. تم تجنيد المتطوعين لعمل العصيان المدني، والتي تضمنت الموت. وقع المتطوعون على اسم جندي أو مدني مات بسبب الحرب، والاستلقاء حول نصب السلام. وكان من بين الحضور سياسيون مثل رالف نادر. ألقت الشرطة القبض على أكثر من 190 متظاهرا عبروا خطوط الشرطة أمام مبنى الكابيتول. تم استخدام الرش الكيميائي من قبل شرطة الكابيتول.
يقدر المنظمون أن ما يقرب من 100000 شخص حضروا المسيرة والمسيرة. لا يمكن تأكيد هذا الرقم. لم تقدم الشرطة تقديراتها الخاصة. ذكرت وكالة أسوشيتد برس أن «عدة آلاف». كان تصريح المسيرة الذي تم الحصول عليه مسبقًا من قبل تحالف تحالف الإجابة قد توقع 10000.

### 29 سبتمبر 2007
نظمت قوات التحالف خارج الآن مسيرة ومسيرة بدءا من المعسكر أمام مبنى الكابيتول. يقدر موقع TroopsOutNow.org بـ 5000 مسيرة. قامت مجموعة من المتظاهرين، معظمهم من الشباب، بإغلاق أجزاء من الدستور وشارع بنسلفانيا، بما في ذلك أجزاء ليست على طريق المسيرة. حتى الساعة 8:40 مساءً في 29 سبتمبر / أيلول، كان المتظاهرون قد نصبوا خيامًا ولم يتحركوا بعد أن احتلوا الشارع لأكثر من 4 ساعات.

### 19 مارس 2008
سار الآلاف من المتظاهرين المناهضين للحرب في أنحاء واشنطن العاصمة في الذكرى الخامسة للغزو الذي قادته الولايات المتحدة للعراق عام 2003، ورش بعضهم الطلاء الأحمر على المكاتب الحكومية واشتبكوا مع الشرطة. وطالب المتظاهرون، بمن فيهم العديد من المحاربين القدامى، باعتقال الرئيس جورج دبليو بوش ونائبه ديك تشيني ووزيرة الخارجية كوندوليزا رايس كمجرمي حرب. وألقى آخرون بالونات مليئة بالطلاء على محطة تجنيد عسكرية وقاموا بتلطيخها على المباني التي تضم مقاولي الدفاع بكتل ولوكهيد مارتن.
واندلعت عدة احتجاجات أخرى خلال الأيام التي سبقت الذكرى السنوية الخامسة لحرب العراق. في 7 آذار (مارس)، في واشنطن العاصمة على سبيل المثال، أقامت العديد من الكنائس قداسًا للصلاة من أجل سلامة القوات الأمريكية وإنهاء الحرب. في فترة ما بعد الظهر، سار رواد الكنيسة إلى مبنى مكتب مجلس الشيوخ في هارت بنية مطالبة أعضاء مجلس الشيوخ الأمريكي بوقف الإرهاب الذي تموله الولايات المتحدة. تم القبض على ما لا يقل عن أربعين من المتظاهرين عندما دخلوا المبنى وبدأوا في الصلاة من أجل السلام.

### 21 مارس 2009
سار الآلاف من المتظاهرين من المركز التجاري في واشنطن العاصمة إلى أراضي البنتاغون، ثم إلى منطقة كريستال سيتي في أرلينغتون، فيرجينيا. هذه المنطقة من أرلينغتون هي موطن مكاتب العديد من مقاولي الدفاع، مثل كيه بي أر وجنرال ديناميكس. حمل المتظاهرون توابيت وهمية تمثل ضحايا الصراعات الأمريكية ووضعوها أمام مباني المكاتب. استقبلت شرطة ولاية فرجينيا وشرطة مقاطعة أرلينغتون المتظاهرين ولم تبلغا عن أي اعتقالات. كان من بين المتظاهرين مجموعة من أعضاء الكتلة السوداء.

### 4 أبريل 2009
نظم متحدون من أجل السلام والعدالة مسيرة في وول ستريت في 4 أبريل 2009 ضد الإنفاق العسكري في العراق.

### 20 مارس 2010
في 20 مارس 2010، تم تنظيم حدث متعدد المدن مناهض للحرب في الولايات المتحدة للاحتجاج على الحروب الأمريكية في أفغانستان والعراق. تم تنظيم هذا الحدث من قبل تحالف الإجابة بدعم من الجهات الفاعلة الأخرى في المجتمع المدني مثل Topanga Peace Alliance وTeamsters . تربطه جدولة الحدث بالذكرى السنوية السابعة لبدء الغزو الأمريكي للعراق عام 2003. في واشنطن العاصمة، سار الآلاف عبر البيت الأبيض، وحمل بعضهم توابيتًا ملفوفة بأعلام مختلفة ترمز إلى قتلى الحروب. قام آخرون بشن هجمات وهمية على البيت الأبيض باستخدام طائرات بدون طيار قتالية من الورق المقوى. ووقعت مظاهرة موازية في هوليوود بكاليفورنيا تحت عنوان «خروج الولايات المتحدة من أفغانستان والعراق الآن!». بالإضافة إلى المنظمات غير الحكومية الكبيرة، تم دعم ذلك من قبل المنظمات الشعبية المحلية مثل صوت عمال لوس أنجلوس و شبكة السلام بمنطقة لونج بيتش . شق آلاف الأشخاص طريقهم ببطء إلى شارع هوليوود بوليفارد في الساعة 2 ظهرًا وهم يرتدون زي الزومبي وغيرهم من الموتى الأحياء.

### 19 مارس 2011
تم القبض على أكثر من 100 متظاهر خارج البيت الأبيض. تجمع المزيد من المتظاهرين في هوليوود.

### 20 مايو 2012
قام قدامى المحاربين من أجل السلام، احتلوا شيكاغو وعدد كبير من الشركاء في التحالف بتنظيم احتجاجات اللامتناع عن حلف شمال الأطلسي في شيكاغو. حوالي 8000 متظاهر أخذوا شارع ميتشجان بطول كامل إلى سيرماك، ضمن عدة كتل من قمة الناتو في فندق حياة ريجنسي.
عند تقاطع سيرماك وميتشيغان، عقد قدامى المحاربين في العراق ضد الحرب مسيرة. للمرة الثانية في تاريخ الولايات المتحدة، تخلى الجنود ومشاة البحرية عن ميدالياتهم العسكرية. كانت المرة الأولى التي حدث فيها هذا في عام 1971 

## نقد
انتقد الكاتب والناشط الأناركي بيتر جيلديرلوس الاحتجاجات ضد حرب العراق لعدم فعاليتها الكاملة في وقف الحرب.
انتقد الأمريكيون من اليمين السياسي بشدة المحتجين، واتهموهم بتقديم المساعدة والراحة للعدو، إن لم يكن بالخيانة التامة.

## وصلات خارجية
- Cities jammed in worldwide protest of war in Iraq سي إن إن article. February 2003.
- Thousands protest Iraq war on 3rd anniversary إم إس إن بي سي article. March 2006.